# Heraclia abacata
Heraclia abacata är en fjärilsart som beskrevs av Karsch 1892. Heraclia abacata ingår i släktet Heraclia och familjen nattflyn. Inga underarter finns listade i Catalogue of Life.